# Japansk-russiske traktat 1925
Den Japansk-russiske traktat af 1925 (日ソ基本条約 Nisso Kihon Jōyaku) var den traktat, hvorved Kejserriget Japan og Sovjetunionen gensidigt anerkendte hinanden. Traktaten blev underskrevet den 20. januar 1925. Ratifikationerne blev udvekslet i Peking den 26. februar 1925. Traktaten blev registeret i League of Nations Treaty Series den 20. maj 1925.

## Baggrund
Efter Ruslands nederlag i den Russisk-japanske krig 1904–1905 blev normale betingelser for samvirket mellem de to lande skridt for skridt skabt ved 4 sæt af traktater indgåede mellem 1907 og 1916. Da Romanov-dynastiet blev sat fra magten i Rusland efter Februarrevolutionen, og Japan intervenerede i Sibirien efter Oktoberrevolutionen, skabtes en stor mistillid mellem Japan og det nydannede Sovjetrusland.
Efter en række forhandlinger, der blev afholdte i Peking i 1924–1925, accepterede Japan at give diplomatisk anerkendelse af Sovjetunionen og at trække sine tropper ud af den nordlige halvdel af øen Sakhalin mod, at Sovjetunionen anerkendte Portsmouth-traktaten og at vise hensyn til alle aftaler indgåede mellem det tidligere russiske zardømme og Japan, herunder en fiskeriaftale fra 1907.
Den Japansk-russiske traktat blev undertegnet af Lev Mikhajlovitj Karakhan på vegne af Sovjetunionen og af Kenkichi Yoshizawa på vegne af Japan den 20. januar 1925.